# Montiers-sur-Saulx
Montiers-sur-Saulx és un municipi francès situat al departament del Mosa i a la regió del Gran Est. L'any 2007 tenia 452 habitants.

## Demografia

### Població
El 2007 la població de fet de Montiers-sur-Saulx era de 452 persones. Hi havia 196 famílies, de les quals 72 eren unipersonals (36 homes vivint sols i 36 dones vivint soles), 64 parelles sense fills, 52 parelles amb fills i 8 famílies monoparentals amb fills.
La població ha evolucionat segons el següent gràfic:
Habitants censats

### Habitatges
El 2007 hi havia 244 habitatges, 199 eren l'habitatge principal de la família, 24 eren segones residències i 21 estaven desocupats. 223 eren cases i 21 eren apartaments. Dels 199 habitatges principals, 151 estaven ocupats pels seus propietaris, 38 estaven llogats i ocupats pels llogaters i 10 estaven cedits a títol gratuït; 3 tenien una cambra, 7 en tenien dues, 27 en tenien tres, 61 en tenien quatre i 101 en tenien cinc o més. 141 habitatges disposaven pel capbaix d'una plaça de pàrquing. A 80 habitatges hi havia un automòbil i a 77 n'hi havia dos o més.

### Piràmide de població
La piràmide de població per edats i sexe el 2009 era:
| Homes | Edats   | Dones |
| ----- | ------- | ----- |
| 0     | 95 o +  | 0     |
| 0     | 90 a 94 | 0     |
| 0     | 85 a 89 | 8     |
| 0     | 80 a 84 | 8     |
| 12    | 75 a 79 | 20    |
| 12    | 70 a 74 | 8     |
| 8     | 65 a 69 | 16    |
| 24    | 60 a 64 | 8     |
| 0     | 55 a 59 | 4     |
| 20    | 50 a 54 | 20    |
| 20    | 45 a 49 | 16    |
| 20    | 40 a 44 | 16    |
| 8     | 35 a 39 | 4     |
| 16    | 30 a 34 | 20    |
| 12    | 25 a 29 | 16    |
| 12    | 20 a 24 | 4     |
| 20    | 15 a 19 | 16    |
| 12    | 10 a 14 | 8     |
| 8     | 5 a 9   | 24    |
| 4     | 0 a 4   | 8     |

## Economia
El 2007 la població en edat de treballar era de 260 persones, 182 eren actives i 78 eren inactives. De les 182 persones actives 155 estaven ocupades (94 homes i 61 dones) i 27 estaven aturades (15 homes i 12 dones). De les 78 persones inactives 27 estaven jubilades, 19 estaven estudiant i 32 estaven classificades com a «altres inactius».

### Ingressos
El 2009 a Montiers-sur-Saulx hi havia 194 unitats fiscals que integraven 445 persones, la mediana anual d'ingressos fiscals per persona era de 13.239 €.

### Activitats econòmiques
Dels 19 establiments que hi havia el 2007, 4 eren d'empreses de fabricació d'altres productes industrials, 1 d'una empresa de construcció, 4 d'empreses de comerç i reparació d'automòbils, 2 d'empreses de transport, 2 d'empreses d'hostatgeria i restauració, 1 d'una empresa financera, 2 d'empreses de serveis i 3 d'entitats de l'administració pública.
Dels 5 establiments de servei als particulars que hi havia el 2009, 1 era una oficina d'administració d'Hisenda pública, 1 gendarmeria, 1 oficina de correu, 1 paleta i 1 restaurant.
Dels 2 establiments comercials que hi havia el 2009, 1 era una botiga de més de 120 m² i 1 una fleca.
L'any 2000 a Montiers-sur-Saulx hi havia 11 explotacions agrícoles que ocupaven un total de 1.360 hectàrees.

## Equipaments sanitaris i escolars
El 2009 hi havia una escola elemental. Montiers-sur-Saulx disposava d'un col·legi d'educació secundària amb 85 alumnes.

## Poblacions més properes
El següent diagrama mostra les poblacions més properes.